# Colorado ranger
Colorado Ranger är en hästras som utvecklats i USA. Rasen utmärker sig med sitt ädla utseende som påminner om det arabiska fullblodet, men dock med en tigrerad (prickig) färg. Rasen kallas även rangerbred och avlas främst i USA men det finns många Colorado ranger-hästar så långt bort som på Arabiska halvön, men rasen är relativt ovanlig i resten av världen. 

## Historia
Colorado Rangern fick sitt namn av att de föddes upp i det fria (open range) i Colorado och rasens historia börjar egentligen inte i USA utan i Konstantinopel, när generalen Ulysses S. Grant besökte den turkiska sultanen Abd ül-Hamid II år 1878. Sultanen gav generalen två hästar som gåvor. En var en skimmelfärgad arabhäst, född 1873 ute i öknen som kallades Leopard. Den andra var en Berberhäst vid namn Linden Tree som var blåskimmel och född 1874. 
Dessa hästar fördes till USA där de användes som avelshästar av Randolph Huntington i Virginia. Han avlade där fram körhästar med hjälp av de två hingstarna som han själv ville beteckna ”Americo Arab”. När hingstarna blev för gamla såldes de till Colby Ranch i Nebraska där de fick betäcka inhemska ston, varav de flesta var tigrerade eller skäckar. Avkommorna blev snabbt uppmärksammade av uppfödarna i västra USA på grund av sina speciella färger. En man vid namn A.C. Whipple från Kit Carson County i Colorado fick med sig en ganska stor hjord av dessa hästar, som alla var antingen efter Leopard eller Linden Tree. Hans favorithäst blev en svart hingst med vita öron som kallades Tony. Tony var ”dubbelavlad” med Leopard, det vill säga att Leopard återfanns på båda sidorna av stamtavlan. Whipplefamiljen började då bedriva avel på Tony och hans avkommor. 
Men Colorado Rangerns huvudsakliga uppfödare var en man vid namn Mike Ruby på Lazy J Bar Ranch. Han köpte en hingst vid namn Patches som var son till Tony, och berberhästen Max som hade blodslinje till ursprungshingsten Linden Tree. Avkommorna från dessa två hingstar visade sig alltid ha olika kombinationer av den tigrerade färgen och 1934 fick de namnet Colorado Ranger genom Colorado University som startade en avelsförening. Mike Ruby var ordförande i föreningen till sin död 1942. 
Aveln fortsatte dock och man fick fram tåliga hästar med en exteriör som tydligt visade inflytandet av de orientaliska hästarna. Färgen ärvdes troligtvis ner från de inhemska hästarna som härstammade från de spanska hästar som fördes till Amerika under 1500- 1600-talet.

## Egenskaper
Många säger att Colorado Ranger-hästen är en arab i prickigt format och det syns tydligt på huvudet som oftast är inåtbuktande, som hos araben. Rasen har hårda, tåliga hovar och starka ben och är väldigt lämpliga för all slags arbete. Colorado Rangern föds mest upp i USA men under några år föddes de även upp på Kungliga Jordanska stuteriet i Amman som är känt för sina fina arabhästar. 
Rasen är medelstor med en mankhöjd på ca 150-160 cm. De är intelligenta och lugna i sinnet i jämförelse med många andra raser som har ett kraftigt inflytande av araber. En Colorado ranger kan även registreras som appaloosa, men en appaloosa kan aldrig registreras som en Colorado Ranger. 